# Canh chua
Le canh chua (vietnamien : « soupe aigre », chữ nôm : 羹䣷) ou cá nấu (« poisson cuit », chữ nôm : 𩵜𤋷) est une soupe aigre vietnamienne indigène de la région du delta du Mékong, dans le sud du Vietnam. 

## Description
Le canh chua est une soupe généralement composée de poisson du delta du Mékong, d'ananas, de tomates (et parfois aussi d'autres légumes comme le đậu bắp ou le dọc mùng), et de germes de soja, dans un bouillon aromatisé au tamarin. Il est garni d'une herbe au parfum de citron, ngò ôm (Limnophila aromatica), d'ail caramélisé et d'oignons verts hachés, ainsi que d'autres herbes, selon la variété spécifique de canh chua ; ces autres herbes peuvent inclure le rau răm (coriandre vietnamienne), le ngò gai (coriandre longue) et le rau quế (basilic thaï). Il peut être servi seul, avec du riz blanc, ou avec des vermicelles de riz. Les variantes peuvent inclure des crevettes, des calmars, des travers de porc, des gâteaux de poisson et des œufs de caille.
Le goût aigre de la soupe provient du tamarin qui est mélangé à une petite quantité d'eau chaude ; le mélange est ensuite remué pendant quelques instants pour libérer toute l'essence et le liquide (sans les graines de tamarin et autres solides, qui sont jetés) est ensuite ajouté à la soupe.
Lorsqu'il est préparé à la manière d'une fondue chinoise, le canh chua est appelé lẩu canh chua. 